# 镇头镇 (浏阳市)
镇头为中国湖南省浏阳市下辖镇，由原镇头镇、跃龙乡和北星乡于1995年撤区并乡镇时合并设立。镇头位于浏阳市西南部，辖域西北部与柏加镇、长沙县江背镇接壤，东与葛家乡、普迹镇和官桥镇毗邻，西南部与株洲市相连。全镇辖域总面积158.8平方公里，下辖9个行政村、2个社区，总人口54,740人(2000年人口普查)。

## 现行行政区划
全镇下辖9个行政村、2个社区，分别为田坪社区和北星社区，土桥村、干口村、金牌村、跃龙村、江东村、柏树村、金田村、甘棠村和双桥村。